# 범어사 청룡암시 목판
부산 범어사 청룡암시 목판(釜山 梵魚寺 靑龍巖詩 木板)은 부산광역시 금정구 청룡동 범어사에 있는, 조선 중기 1608년 2월부터 1609년 7월까지 동래부사를 역임한 이안눌(1571∼1637) 선생의 「청룡암시」와 「범어사증도원선인」시를 자필로 쓴 것을 판각한 것이다. 1999년 9월 3일 부산광역시의 유형문화재 제25호 이안눌청룡암시목판(李安訥靑龍巖詩木板)으로 지정되었다가, 2014년 10월 1일 범어사 청룡암시 목판(梵魚寺 靑龍巖詩 木板)으로 문화재 명칭이 변경되었다.

## 개요
이 목판은 조선 중기 1608년 2월부터 1609년 7월까지 동래부사를 역임한 이안눌(1571∼1637) 선생의 「청룡암시」와 「범어사증도원선인」시를 자필로 쓴 것을 판각한 것이다. 
이안눌은 조선 중기의 문신으로, 29세 때 문과에 급제하여 여러 벼슬을 거쳤으며, 1636년 병자호란이 일어나자 왕을 따라 남한산성으로 갔다가 다시 돌아온 뒤 병이 심해져 죽었다. 시를 짓는데 뛰어나 문집에 4,379수의 엄청난 양의 시를 남겼다. 
이안눌은 동래부사 재임시 자주 범어사를 찾았는데, 당시 범어사 혜창 장로가 시를 한 수 지어 바위에 새길 것을 요청하였고, 이에 이안눌 부사가 지어 바위에 새긴 것이 「청룡암시」이다.
지방사 연구에 기초자료로 쓰이는 문화재이다.

## 참고 문헌
- 범어사청룡암시목판 - 국가유산청 국가유산포털